# هادس (دی‌سی کامیکس)
هادس (به انگلیسی: Hades) که همچنین گاهی اوقات با نام‌های پلوتو یا هِل شناخته می‌شود، یک شخصیت خیالی در کتاب‌های کامیک آمریکایی منتشر شده توسط دی‌سی کامیکس و رسانه‌های مرتبط با آن است که عموماً به عنوان دشمن و برخی مواقع متحد شخصیت ابرقهرمان زن شگفت‌انگیز محسوب می‌شود. این شخصیت با الهام از ایزد مرگ و فرمانروای جهان زیرزمینی در اساطیر یونانی به همین نام ساخته شده است.
هادس برای اولین بار تحت عنوان رومی خود پلوتو، در شمارهٔ ۱۶ از نخستین نسخه مجموعه زن شگفت‌انگیز (تابستان ۱۹۴۶) به قلم خالق شخصیت زن شگفت‌انگیز ویلیام مولتن مارستون حضور پیدا کرد. با وجود اینکه هادس به عنوان شخصیتی بد ذات در رسانه‌های مختلف تصویر می‌شود، اما او بیشتر به عنوان ایزدی بی‌طرف در ازای شخصیت شیطانی در نظر گرفته می‌شود.